# Giorgos Batis

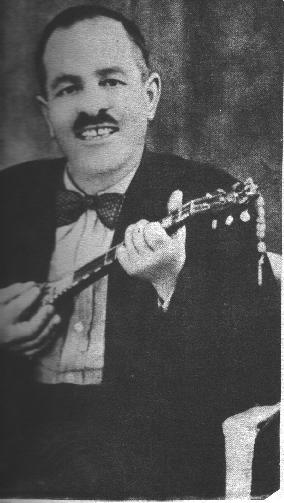
Giorgos Batis

Giorgos Batis (griechisch Γιώργος Μπάτης, * um 1885 in Methana; † 10. März 1967 in Piräus) war ein griechischer Sänger, Komponist und Bouzouki-/Baglamas-Spieler.

## Leben
Seine Familie zog aus dem Dorf Kato Mouska auf Methana 1902 nach Piräus. Batis erlebt die Zeit der Balkankriege, der Flüchtlingsströme nach der Kleinasiatischen Katastrophe, die Weltwirtschaftskrise und die Metaxas Diktatur.
Giorgos Batis war ein Virtuose auf dem Baglamas. Er ist nicht mehr so bekannt, da Markos Vamvakaris alle anderen Rembeten aus dem Piräus der 30er Jahre überragt. Seine Texte wurden von der Metaxas Diktatur zensiert. Deshalb schwor er sich, nie wieder ein Lied aufzunehmen. Insgesamt sind 16 Kompositionen von ihm auf Tonträger erhalten. „Jiftopoula sto hamam“ (s. Liedbeispiel) interpretierte die griechische Sängerin Glykeria und machte diesen Titel, in dem sich Batis der Welt der Zigeunerinnen annähert, berühmt.
Er wurde auch „Der König von Piräus“ genannt. Die Weltwirtschaftskrise riss auch Piräus in Armut, doch Batis eröffnete ironischerweise sein "Einmann Kafenion" in der "Straße der Hoffnungslosigkeit", auf Anweisung des Bürgermeisters, Zorz A. Bate, Nr. 262. (vgl. Zelepos, S. 143)
Sein Spitzname war „Zorz“. Sein eigentlicher (aus dem Russisch kommenden) Name war Giorgos Tsoros. Er spielte mit Markos Vamvakaris, Anestis Delias und Stratos Pagioumtzis in den 30er Jahren im Piräotischen Quartett, den sogenannten Tetras. Batis war Kaffeehausbesitzer bis Tanzlehrer. Sein Musikgeschäft war Mittelpunkt der Szene („piatsa“) von Piräus. Batis wird oft mit der Schattentheaterfigur Karagiozis – einer satirischen Figur, die die Lebenswelt Griechenlands aufs Korn nimmt oder der Figur Stavrakis, dem Vagabund mit Hut, Stiefeletten, Komboloi, Anzug und Schärpe, verglichen.

## Diskographie
- Ellinikis Diskografias Synthetes toy Rembetiko 9 – Minos EMI: Giorgos Batis